# Purchart II de Saint-Gall
Purchart, mort le 17 juillet 1022, fut abbé du monastère bénédictin de Saint-Gall de 1001 à 1022,,.

## Biographie
Puchart fut un abbé admiré et respecté de ses moines ; sa biographie est, de ce fait, assez bien connue. Dans sa jeunesse, il séjourna au château de Hohentwiel en compagnie de Ekkehard II (moine de Saint-Gall, enseignant à l’école du couvent puis à la duchesse Hedwige, épouse de Burchard III de Souabe). On raconte qu’il avait beaucoup apprécié ses vers et que ce dernier lui aurait donné des cours de grec. Toutefois, les sources manquent quant au déroulement de son abbatiat. Il n’y a pas de trace de lui dans le livre de profession. Le 17 juin 1004, Henri II confirma l’immunité du monastère de Saint-Gall ainsi que le droit d’élection. Son mandat prit fin avec sa mort lors d’une épidémie ayant eu lieu lors de son retour de la campagne italienne d’Henri II.

## Actes
Purchart a joué un rôle prépondérant dans la restauration de l’abbaye après que tout se soit dégradé durant le règne de son prédécesseur Kerhart. Dans cette optique, il réinstaura l’agriculture monastique et reprit de nombreux biens fonciers ayant été perdus. Il entreprit aussi des réparations au sein des bâtiments du couvent. Il accrut également le trésor de l’église et fit probablement décorer le cloître d’un cycle iconographique consacré à la vie de saint Gall. Durant son abbatiat, un soin particulier a été porté à la langue allemande notamment parce que Notker « l’allemand » dirigea l’école de l’abbaye.
Il s’est aussi opposé avec succès aux réclamations financières de la curie de Constance. Il sera remplacé par Thietpald.

### Liens
- Notice dans un dictionnaire ou une encyclopédie généraliste :   - Dictionnaire historique de la Suisse